# Medelpadsdräkten
Medelpadsdräkten är en svensk folkdräkt från Torps socken i Medelpad. Dräkten kallas även Torps sockendräkt. Dräkten återupptogs i bruk 1909 och omarbetades 1983. Medelpadsdräkten är en av tre folkdräkter från Medelpad.
Medelpadsdräkten är en kvinnodräkt med anor från 1760-talet. Originalen till livstycket och kjolen finns på Torps hembygdsgård och originalen till bindmössan och kjolväskan på Nordiska museet.